# 아날로그 호러
아날로그 호러(Analog horror), 또는 아날로그 공포물은 공포물의 하위 장르이자 발견된 동영상 영화 기법의 장르이다.
세계최초 아날로그 호러 동영상은 Local58 이고, おにぎり猫 등 수많은 아날로그 호러 동영상들이 유튜브에 게시되어 있다.

## 같이 보기
- 베이퍼웨이브
- 유실 매체